# 叶华明
叶华明（1935年—2015年11月29日），男，汉族，广东人，中华人民共和国政治人物。曾任深圳市政协副主席，深圳先科企业集团董事长。新中国60年百名优秀出版人物。

## 家庭
父亲叶挺。